# Camille Toldo
Pour les articles homonymes, voir Toldo.
Camille Toldo, née le 24 avril 1989 à Melun, est une escrimeuse française, pratiquant le fleuret. Elle a passé toute sa carrière au cercle d'escrime de Melun Val de Seine.
Elle est mariée avec Emmanuel Derrien depuis le 4 août 2018.

## Palmarès
- Championnats de France
  -  Médaille d'argent aux championnats de France par équipe minime N1 en 2003
  -  Médaille de bronze aux championnats de France par équipes cadet N1 en 2003
  -  Médaille de bronze aux championnats de France par équipes cadet N1 en 2004
  -  Médaille d'or aux championnats de France junior par équipes N2 en 2005
  -  Médaille d'argent aux championnats de France cadet par équipes N1 en 2005
  -  Médaille d'argent aux championnats de France cadet N1 par équipes en 2006
  -  Médaille d'argent aux championnats de France senior N3 par équipes en 2007 (montée en N2)
  -  Médaille d'argent aux championnats de France junior par équipes N1 en 2007
  -  Médaille de bronze aux championnats de France junior N1 par équipes en 2008
  -  Médaille d'argent aux championnats de France senior N2 par équipes en 2008 (montée en N1)
  -  Médaille de bronze aux championnats de France senior N1 par équipes en 2013[1]

- Coupe du Monde :
  - Coupe du monde cadet individuel 7e place en 2006

## Sources
1. ↑  « Championnats de France Fleuret féminin Sénior. », sur Escrime Inside, 2 juin 2013 (consulté le 7 septembre 2020).